# Кікудзукі (1926)
Кікудзукі (Kikuzuki, яп. 菊月) — ескадрений міноносець Імперського флоту Японії, який взяв участь у Другій світовій війні.
Корабель, який став дев'ятим (за часом закладання) серед есмінців типу «Муцукі», спорудили в 1926 році на корабельні ВМФ у Майдзуру.
На момент вступу Японії до Другої світової війни Кікудзукі належав до 23-ї дивізії ескадрених міноносців, яка 23—27 листопада супроводила транспорти з військами із Сакаїде (обернене до Внутрішнього Японського моря узбережжя Сікоку) до Хахадзіми (острови Огасавара), а 4 грудня почала конвоювання в південному напрямку. 8 грудня, у день нападу на Перл-Гарбор (тільки по інший бік лінії зміни дат), загін здійснив висадку на острові Гуам (південна частина Маріанського архіпелагу). Після цього кілька тижнів есмінці дивізії провадили протичовнове патрулювання в районі Маріанських островів, допоки 10—12 січня 1942-го не пройшли з Сайпану на атол Трук у центральній частині Каролінських островів (ще до війни тут створили потужну базу японського ВМФ, з якої до лютого 1944-го провадили операції в цілому ряді архіпелагів).
У середині січня 1942-го корабель залучили в операції з заволодіння архіпелагом Бісмарка. 20 січня Кікудзукі разом зі ще двома есмінцями та двома легкими крейсерами вийшов з Труку, маючи завдання забезпечувати безпосередній супровід транспортів з десантом для захоплення Кавієнга на північному завершенні острова Нова Ірландія (надалі тут облаштують другу за значенням японську базу в архіпелазі). У ніч проти 23 січня відбулась висадка і за кілька годин японські морські піхотинці узяли Кавієнг під контроль. Після цього Кікудзукі понад два тижні ніс патрульно-ескортну службу в архіпелазі Бісмарка.
9 лютого 1942-го 23-тя, 29-та і 30-та дивізії ескадрених міноносців, а також 2 легкі крейсери супроводжували загін, який доправив японський десант до півострова Сурумі (центральна частина південного узбережжя Нової Британії), де японці захопили невеличкий австралійський аеродром у Гасматі (після розширення його перетворили на резервний майданчик, призначений для забезпечення аварійних посадок літаків).
У якийсь момент Кікудзукі та інші есмінці 23-ї дивізії перейшли до Кавієнга, а 20—23 лютого 1942-го пройшли звідси на Трук. 2 березня вони полишили цю базу для супроводу 6-ї дивізії крейсерів, яка мала взяти участь в операціях із захоплення ряду пунктів у Меланезії. Першою з них стала висадка 8 березня на Новій Гвінеї в районі Лае — Сааламауа (на сході острова у глибині затоки Хуон). Вона не зустріла спротиву і наступної доби крейсерський загін полишив цей район (а вже 10 березня кораблі, які залишились біля Лае, стали ціллю для американської авіаносної авіації). Крейсери 9 березня досягнули Буки (порт на однойменному острові біля північного узбережжя значно більшого острова Бугенвіль на заході Соломонового архіпелагу), 11 числа прибули до Рабаула, 15—17 березня знову відвідали Буку, а з 18 числа перебували на якірній стоянці в проході Мьове поблизу Кавієнга. 27 березня загін прибув до Рабаула, після чого з 28 березня по 1 квітня виходив до Бугенвіля, де були зайняті якірна стоянка Шортленда та порт Кієта (південне завершення та східне узбережжя Бугенвілю відповідно). Далі крейсери перейшли з Рабаула до проходу Мьове, а 7—8 квітня забезпечили зайняття острова Манус у групі островів Адміралтейства (шість сотень кілометрів на північний захід від Рабаула, поблизу комунікацій, що вели до архіпелагу Бісмарка з Труку та іншого важливого транспортного хабу Палау). 10 квітня крейсерський загін повернувся на Трук.
На початку травня 1942-го Кікудзукі залучили до операції з висадження на сході Соломонових островів (перший етап більш масштабної операції, що мала завершитись заволодінням Порт-Морсбі на оберненому до Австралії узбережжі Нової Гвінеї). 3 травня разом зі ще одним есмінцем своєї дивізії Кікудзукі охороняв загін, що доправив японський десант до острова Тулагі (в протоці північніше від значно більшого острова Гуадалканал).
4 травня японські кораблі біля Тулагі стали ціллю для американського авіаносного угруповання, яке рухалось до Коралового моря. Кікудзукі поцілили торпедою, при цьому під час атаки загинуло 12 членів екіпажу. Переобладнаний мисливець за підводними човнами «Тосі-Мару № 3» відбуксирував «Кікудзукі» ближче до берега острова Флорида, що дало змогу посадити корабель на мілину. Втім, 5 травня пошкоджений корабель зійшов з неї та затонув.